# Dave Scatchard
Dave Scatchard (né le 20 février 1976 à Hinton, dans la province de l'Alberta au Canada) est un joueur professionnel de hockey sur glace.

## Carrière de joueur
Joueur albertain ayant été repêché par les Canucks de Vancouver lors du repêchage de 1994 de la Ligue nationale de hockey. Il commença sa carrière professionnelle en 1996 en se joignant au Crunch de Syracuse pour y terminer la saison. Il y joua une autre saison avant d'atteindre la LNH au début de la saison 1997-1998.
Il joua pour les Canucks deux saisons complètes. Au cours de sa troisième avec l'équipe, il fut échangé aux Islanders de New York. Il joua pour ce club jusqu'au lock-out de la LNH en 2004-2005. À la reprise des activités de la ligue, il signa avec les Bruins de Boston mais fut rapidement échangé aux Coyotes de Phoenix. En 2007-2008, n'ayant pas de contrat de la LNH, il joua brièvement pour deux clubs de la Ligue américaine de hockey. Par la suite, il ne revint au jeu qu'en 2009-2010 après un an d'inactivité.
Le 4 août 2010, il signe en tant qu'agent libre avec les Blues de Saint-Louis.

## Statistiques
| Saison     | Équipe                  | Ligue      |     | Saison régulière | Saison régulière | Saison régulière | Saison régulière | Saison régulière |   | Séries éliminatoires | Séries éliminatoires | Séries éliminatoires | Séries éliminatoires | Séries éliminatoires |
| Saison     | Équipe                  | Ligue      | PJ  | B                | A                | Pts              | Pun              | PJ               | B | A                    | Pts                  | Pun                  |                      |                      |
| 1991-1992  | Selects de Salmon Arm   | Minor-BC   | 65  | 98               | 100              | 198              | 167              | -                | - | -                    | -                    | -                    |                      |                      |
| 1992-1993  | Dynamiters de Kimberley | RMJHL      | 51  | 20               | 23               | 43               | 61               | -                | - | -                    | -                    | -                    |                      |                      |
| 1993-1994  | Winterhawks de Portland | LHOu       | 47  | 9                | 11               | 20               | 46               | 10               | 2 | 1                    | 3                    | 4                    |                      |                      |
| 1994-1995  | Winterhawks de Portland | LHOu       | 71  | 20               | 30               | 50               | 148              | 8                | 0 | 3                    | 3                    | 21                   |                      |                      |
| 1995-1996  | Winterhawks de Portland | LHOu       | 59  | 19               | 28               | 47               | 146              | 7                | 1 | 8                    | 9                    | 14                   |                      |                      |
| 1995-1996  | Crunch de Syracuse      | LAH        | 1   | 0                | 0                | 0                | 0                | 15               | 2 | 5                    | 7                    | 29                   |                      |                      |
| 1996-1997  | Crunch de Syracuse      | LAH        | 26  | 8                | 7                | 15               | 65               | -                | - | -                    | -                    | -                    |                      |                      |
| 1997-1998  | Canucks de Vancouver    | LNH        | 76  | 13               | 11               | 24               | 165              | -                | - | -                    | -                    | -                    |                      |                      |
| 1998-1999  | Canucks de Vancouver    | LNH        | 82  | 13               | 13               | 26               | 140              | -                | - | -                    | -                    | -                    |                      |                      |
| 1999-2000  | Canucks de Vancouver    | LNH        | 21  | 0                | 4                | 4                | 24               | -                | - | -                    | -                    | -                    |                      |                      |
| 1999-2000  | Islanders de New York   | LNH        | 44  | 12               | 14               | 26               | 93               | -                | - | -                    | -                    | -                    |                      |                      |
| 2000-2001  | Islanders de New York   | LNH        | 81  | 21               | 24               | 45               | 114              | -                | - | -                    | -                    | -                    |                      |                      |
| 2001-2002  | Islanders de New York   | LNH        | 80  | 12               | 15               | 27               | 111              | 7                | 1 | 1                    | 2                    | 22                   |                      |                      |
| 2002-2003  | Islanders de New York   | LNH        | 81  | 27               | 18               | 45               | 108              | 5                | 1 | 0                    | 1                    | 6                    |                      |                      |
| 2003-2004  | Islanders de New York   | LNH        | 61  | 9                | 16               | 25               | 78               | 5                | 0 | 1                    | 1                    | 6                    |                      |                      |
| 2005-2006  | Bruins de Boston        | LNH        | 16  | 4                | 6                | 10               | 28               | -                | - | -                    | -                    | -                    |                      |                      |
| 2005-2006  | Coyotes de Phoenix      | LNH        | 47  | 11               | 12               | 23               | 84               | -                | - | -                    | -                    | -                    |                      |                      |
| 2006-2007  | Coyotes de Phoenix      | LNH        | 46  | 3                | 5                | 8                | 72               | -                | - | -                    | -                    | -                    |                      |                      |
| 2007-2008  | Wolf Pack de Hartford   | LAH        | 3   | 0                | 1                | 1                | 0                | -                | - | -                    | -                    | -                    |                      |                      |
| 2007-2008  | Admirals de Milwaukee   | LAH        | 8   | 1                | 2                | 3                | 14               | -                | - | -                    | -                    | -                    |                      |                      |
| 2009-2010  | Admirals de Milwaukee   | LAH        | 36  | 20               | 10               | 30               | 59               | 3                | 0 | 0                    | 0                    | 2                    |                      |                      |
| 2009-2010  | Predators de Nashville  | LNH        | 16  | 3                | 2                | 5                | 17               | -                | - | -                    | -                    | -                    |                      |                      |
| 2010-2011  | Rivermen de Peoria      | LAH        | 41  | 7                | 11               | 18               | 50               | -                | - | -                    | -                    | -                    |                      |                      |
| 2010-2011  | Blues de Saint-Louis    | LNH        | 8   | 0                | 1                | 1                | 6                | -                | - | -                    | -                    | -                    |                      |                      |
| Totaux LNH | Totaux LNH              | Totaux LNH | 659 | 128              | 141              | 269              | 1 040            | 17               | 2 | 2                    | 4                    | 34                   |                      |                      |

## Transactions
- 19 décembre 1999 : échangé aux Islanders de New York par les Canucks de Vancouver avec Bill Muckalt et Kevin Weekes en retours de Félix Potvin, d'un choix compensatoire de 2e tour (échangé plus tard aux Devils du New Jersey, New Jersey sélectionne Teemu Laine) et d'un choix de 3e tour (Thatcher Bell) lors du repêchage d'entrée dans la LNH en 2000.
- 2 août 2005 : signe un contrat comme agent libre avec les Bruins de Boston.
- 18 novembre 2005 : échangé aux Coyotes de Phoenix par les Bruins de Boston en retour de David Tanabe.
- 7 octobre 2009 : signe un contrat comme agent libre avec les Predators de Nashville.
- 4 août 2010 : signe un contrat comme agent libre avec les Blues de Saint-Louis.